# Delicada violencia
Delicada violencia es el cuarto álbum de estudio del grupo chileno De Saloon, lanzado oficialmente el 12 de noviembre de 2008.

## Detalles
Este es el primer álbum del grupo lanzado bajo el sello Feria Music, al cual se unieron el 2007. También es su primer trabajo producido por músicos extranjeros; los productores y músicos argentinos Tweety González y Richard Coleman. El álbum fue grabado y masterizado en Buenos Aires, dentro del último periodo de promoción del tercer álbum del grupo, Abrázame.
Anterior al lanzamiento oficial del 12 de noviembre, la banda lanzó una preventa especial del álbum en las tiendas Feria Mix, y a los compradores se les otorgaba un código para descargar de forma virtual el disco exclusivo Demos y versiones, que incluía material inédito del grupo, incluidos remixes, demos y versiones en vivo de una sesión en México.

## Sencillos
El primer sencillo del álbum fue «Yo lloraré por ti», estrenado en radios chilenas en invierno del 2008, cuando aún el álbum no salía al mercado, y posteriormente también incluido en la banda sonora del programa de televisión El blog de la Feña de Canal 13. A finales de este mismo año, y ya con el disco a la venta, se lanzó como segundo sencillo el tema «Perdóname», el cual si contó con un video musical. A mediados de 2009 comienza a promocionarse el tercer sencillo del álbum, «Para siempre», que cuenta con alta rotación radial. El lanzamiento del DVD En vivo de la banda hace que el tema «Antídoto» se convierta en otro tema promocional, pero la versión interpretada en vivo en el Teatro Teletón.

## Lista de canciones
| Edición estándar |                      |          |  |
| N.º              | Título               | Duración |  |
| 1.               | «Repite mi nombre»   | 3:50     |  |
| 2.               | «Yo lloraré por ti»  | 3:51     |  |
| 3.               | «Delicada violencia» | 3:56     |  |
| 4.               | «Para siempre»       | 4:36     |  |
| 5.               | «Perdóname»          | 3:48     |  |
| 6.               | «Prefiero morir»     | 3:31     |  |
| 7.               | «Antídoto»           | 3:48     |  |
| 8.               | «Calorama»           | 4:10     |  |
| 9.               | «Tu recuerdo»        | 4:25     |  |
| 10.              | «Apagar el dolor»    | 3:53     |  |

| Disco virtual regalo de Feria Mix |                                                  |          |  |
| N.º                               | Título                                           | Duración |  |
| 1.                                | «Yo lloraré por ti» (Demo)                       |          |  |
| 2.                                | «Quiero hacerte feliz» (Radio Reactor México DF) |          |  |
| 3.                                | «Extrañarte» (Radio Reactor México DF)           |          |  |
| 4.                                | «Asfixiar» (Radio Reactor México DF)             |          |  |
| 5.                                | «Quédate» (Radio Reactor México DF)              |          |  |
| 6.                                | «Partido en dos» (Radio Reactor México DF)       |          |  |
| 7.                                | «Morder» (Radio Reactor México DF)               |          |  |
| 8.                                | «Hablar hacia atrás» (Radio Reactor México DF)   |          |  |
| 9.                                | «Solo el sol» (Remix de Jorge González)          |          |  |